# C22H24FN3O2
化学式C22H24FN3O2（摩尔质量：381.45 g/mol）可能指：
- 苯哌利多，CAS号：2062-84-2
- ADB-FUBICA，CAS号：1801338-23-7

|  | 这个同类索引页列出了具有相同分子式的化学物（即同分異構體）条目。 除非您是有意链接至本页，否则应将相应条目的内部链接指向正确的条目。 |